# Conus scopulorum
Conus scopulorum is een in zee levende slakkensoort uit het geslacht Conus. De slak behoort tot de familie Conidae. Conus scopulorum werd in 1971 beschreven door Van Mol in Tursch & Kempf. Net zoals alle soorten binnen het geslacht Conus zijn deze slakken roofzuchtig en giftig. Zij bezitten een harpoenachtige structuur waarmee ze hun prooi kunnen steken en verlammen.